# Норвич (Конектикат)
Норвич (енгл. Norwich) град је у америчкој савезној држави Конектикат. По попису становништва из 2010. у њему је живело 40.493 становника.

## Демографија
Према попису становништва из 2010. у граду је живело 40.493 становника, што је 4.376 (12,1%) становника више него 2000. године.
| Група             | 2000.          | 2010.          |
| Белци             | 29.054 (80,4%) | 26.179 (64,7%) |
| Афроамериканци    | 2.469 (6,8%)   | 4.218 (10,4%)  |
| Азијати           | 758 (2,1%)     | 3.113 (7,7%)   |
| Хиспаноамериканци | 2.208 (6,1%)   | 5.083 (12,6%)  |
| Укупно            | 36.117         | 40.493         |